# فونون

انتشار اهتزازات الذرات في الشبكة البلورية. وقد ضخمت الاهتزازات هنا للتوضيح حيث أنها تكون أصغر كثيرًا من المسافات بين الذرات.

الفونون هو عبارة عن حالة اهتزاز كمومية تحدث في الشبكات البلورية الصلبة، مثل شبكات الذرات في بلورات المواد الصلبة، مما يجعلها تلعب دورًا كبيرًا في فيزياء المادة الصلبة حيث تسهم في تحديد بعض خواص الجسم الصلب مثل الناقلية الحرارية والناقلية الكهربائية. عمليًا يمكن أن تُعزى للفونونات طويلة الموجة ظاهرة نشوء الصوت ضمن الأجسام الصلبة، كما تقوم الفونونات بتشكيل الآلية الرئيسة لنقل الحرارة ضمن الأجسام التي تصنف كعازلة.
الفونونات إذن هي تعبير كمومي لحالة خاصة من الحركة الاهتزازية، تعرف في الميكانيكا الكلاسيكية بالحالات النظامية، وفيها تقوم جميع أجزاء الشبكة البلورية بالاهتزاز بنفس التواتر.
كما تبين أيضًا أن الفونون هو مفهوم مثمر جدًا في فيزياء الحالة الصلبة. والفونون في علم الصوت يعادل الفوتون في علم البصريات.